# Gare d'Aiguebelette-le-Lac
La gare d'Aiguebelette-le-Lac est une gare ferroviaire française de la ligne de Saint-André-le-Gaz à Chambéry, située sur le territoire de la commune d'Aiguebelette-le-Lac, dans le département de la Savoie, en région Auvergne-Rhône-Alpes.
C'est une halte voyageurs de la Société nationale des chemins de fer français (SNCF), desservie par des trains TER Auvergne-Rhône-Alpes.

## Situation ferroviaire
Établie à 405 mètres d'altitude, la gare d'Aiguebelette-le-Lac est située au point kilométrique (PK) 92,168, de la ligne de Saint-André-le-Gaz à Chambéry, entre la gare de Lépin-le-Lac - La Bauche et la gare d'évitement fermée aux voyageurs de Saint-Cassin-la-Cascade, la gare suivante ouverte étant Chambéry - Challes-les-Eaux.

## Histoire
La ligne de Saint-André-le-Gaz à Chambéry est ouverte le 24 septembre 1884.

## Service des voyageurs

### Accueil
Halte SNCF, c'est un point d'arrêt non géré (PANG), à entrée libre. Cette gare possède un unique quai d'une longueur de 103 mètres.

### Desserte
Aiguebelette-le-Lac est desservie par des trains TER Auvergne-Rhône-Alpes qui effectuent les missions de la ligne 54 entre les gares de Chambéry et Saint-André-le-Gaz.

### Fréquentation
D'après les données chiffrées publiées annuellement par la SNCF, la fréquentation de la gare depuis 2015 est la suivante :
| Année         | 2015  | 2016  | 2017  | 2018  | 2019  | 2020  | 2021  | 2022  | 2023  |
| ------------- | ----- | ----- | ----- | ----- | ----- | ----- | ----- | ----- | ----- |
| Fréquentation | 4 071 | 3 912 | 3 117 | 2 535 | 4 754 | 2 921 | 3 658 | 4 046 | 4 394 |

### Intermodalité
Un parc pour les vélos et un parking pour les véhicules y sont aménagés.